# Surigao du Sud
Le Surigao du Sud (Surigao del Sur) est une province des Philippines.

## Villes et municipalités
Municipalités
- Barobo
- Bayabas
- Cagwait
- Cantilan
- Carmen
- Carrascal
- Cortes
- Hinatuan
- Lanuza
- Lianga
- Lingig
- Madrid
- Marihatag
- San Agustin
- San Miguel
- Tagbina
- Tago

Villes
- Bislig
- Tandag